# 新街乡 (文山市)
新街乡，是中华人民共和国云南省文山壮族苗族自治州文山市下辖的一个乡镇级行政单位。2020年人口8289人，占文山市人口的1.33%。

## 历史沿革
清代称为所者白，意为“海树坡”，其后赶集（当地称赶街）地从城子脚迁移至此处，故而名叫“所者白新街”，简称为“新街”。

## 行政区划
新街乡下辖以下地区：
新街村、老寨村、牛么底村、垭口寨村、草果山村和湖广寨村。